# Ypsolopha japonica
Ypsolopha japonica là một loài bướm đêm thuộc họ Ypsolophidae. Nó được tìm thấy ở Nhật Bản, Hàn Quốc, Trung Quốc và Nga.
Sải cánh dài khoảng 25 mm.